# 小行星列表/177101-177200
| 名稱                    | 臨時編號   | 發現日期       | 發現地點           | 發現者                         |
| ----------------------- | ---------- | -------------- | ------------------ | ------------------------------ |
| 小行星177101            | 2003 FW101 | 2003年3月31日  | 索科罗             | 林肯近地小行星研究小组         |
| 小行星177102            | 2003 FT102 | 2003年3月31日  | 索科罗             | 林肯近地小行星研究小组         |
| 小行星177103            | 2003 FT115 | 2003年3月31日  | 索科罗             | 林肯近地小行星研究小组         |
| 小行星177104            | 2003 FC116 | 2003年3月31日  | 索科罗             | 林肯近地小行星研究小组         |
| 小行星177105            | 2003 FM121 | 2003年3月25日  | 可可尼诺县         | 洛厄尔天文台近地小行星搜寻计划 |
| 小行星177106            | 2003 FC130 | 2003年3月24日  | 基特峰             | 太空监视                       |
| 小行星177107            | 2003 FM130 | 2003年3月24日  | 基特峰             | 太空监视                       |
| 小行星177108            | 2003 FC131 | 2003年3月22日  | 海勒卡拉           | 近地小行星追踪                 |
| 小行星177109            | 2003 GZ2   | 2003年4月1日   | 索科罗             | 林肯近地小行星研究小组         |
| 小行星177110            | 2003 GZ5   | 2003年4月1日   | 索科罗             | 林肯近地小行星研究小组         |
| 小行星177111            | 2003 GN7   | 2003年4月1日   | 索科罗             | 林肯近地小行星研究小组         |
| 小行星177112            | 2003 GU10  | 2003年4月3日   | 海勒卡拉           | 近地小行星追踪                 |
| 小行星177113            | 2003 GF14  | 2003年4月1日   | 索科罗             | 林肯近地小行星研究小组         |
| 小行星177114            | 2003 GL16  | 2003年4月2日   | 海勒卡拉           | 近地小行星追踪                 |
| 小行星177115            | 2003 GP16  | 2003年4月3日   | 海勒卡拉           | 近地小行星追踪                 |
| 小行星177116            | 2003 GJ27  | 2003年4月6日   | 基特峰             | 太空监视                       |
| 小行星177117            | 2003 GM27  | 2003年4月7日   | 基特峰             | 太空监视                       |
| 小行星177118            | 2003 GM37  | 2003年4月7日   | 索科罗             | 林肯近地小行星研究小组         |
| 小行星177119            | 2003 GE47  | 2003年4月7日   | 基特峰             | 太空监视                       |
| 小行星177120Ocampo Uría | 2003 GZ51  | 2003年4月1日   | 基特峰             | 马克·W·布伊                    |
| 小行星177121            | 2003 GW55  | 2003年4月6日   | 基特峰             | 太空监视                       |
| 小行星177122            | 2003 HD3   | 2003年4月24日  | 可可尼诺县         | 洛厄尔天文台近地小行星搜寻计划 |
| 小行星177123            | 2003 HS5   | 2003年4月21日  | 基特峰             | 太空监视                       |
| 小行星177124            | 2003 HV9   | 2003年4月25日  | 基特峰             | 太空监视                       |
| 小行星177125            | 2003 HV10  | 2003年4月24日  | 基特峰             | 太空监视                       |
| 小行星177126            | 2003 HE12  | 2003年4月25日  | 帝王台             | 帝王台近地天體巡天             |
| 小行星177127            | 2003 HO20  | 2003年4月24日  | 可可尼诺县         | 洛厄尔天文台近地小行星搜寻计划 |
| 小行星177128            | 2003 HU24  | 2003年4月25日  | 基特峰             | 太空监视                       |
| 小行星177129            | 2003 HS31  | 2003年4月28日  | 基特峰             | 太空监视                       |
| 小行星177130            | 2003 HG43  | 2003年4月29日  | 可可尼诺县         | 洛厄尔天文台近地小行星搜寻计划 |
| 小行星177131            | 2003 HN51  | 2003年4月30日  | 基特峰             | 太空监视                       |
| 小行星177132            | 2003 HA54  | 2003年4月24日  | 基特峰             | 太空监视                       |
| 小行星177133            | 2003 JL3   | 2003年5月2日   | 基特峰             | 太空监视                       |
| 小行星177134            | 2003 JB14  | 2003年5月7日   | 卡特林那           | 卡特林那巡天系统               |
| 小行星177135            | 2003 KQ11  | 2003年5月25日  | 基特峰             | 太空监视                       |
| 小行星177136            | 2003 KK17  | 2003年5月26日  | 海勒卡拉           | 近地小行星追踪                 |
| 小行星177137            | 2003 PB10  | 2003年8月4日   | 索科罗             | 林肯近地小行星研究小组         |
| 小行星177138            | 2003 QE6   | 2003年8月18日  | 帝王台             | 帝王台近地天體巡天             |
| 小行星177139            | 2003 QC12  | 2003年8月22日  | 索科罗             | 林肯近地小行星研究小组         |
| 小行星177140            | 2003 QQ35  | 2003年8月22日  | 帕洛马山           | 近地小行星追踪                 |
| 小行星177141            | 2003 QC36  | 2003年8月22日  | 索科罗             | 林肯近地小行星研究小组         |
| 小行星177142            | 2003 QT38  | 2003年8月22日  | 帕洛马山           | 近地小行星追踪                 |
| 小行星177143            | 2003 QV54  | 2003年8月23日  | 索科罗             | 林肯近地小行星研究小组         |
| 小行星177144            | 2003 QO61  | 2003年8月23日  | 索科罗             | 林肯近地小行星研究小组         |
| 小行星177145            | 2003 QZ75  | 2003年8月24日  | 索科罗             | 林肯近地小行星研究小组         |
| 小行星177146            | 2003 QO77  | 2003年8月24日  | 索科罗             | 林肯近地小行星研究小组         |
| 小行星177147            | 2003 QM79  | 2003年8月25日  | 索科罗             | 林肯近地小行星研究小组         |
| 小行星177148Pätzold     | 2003 QJ85  | 2003年8月24日  | 托洛洛山           | 马克·W·布伊                    |
| 小行星177149            | 2003 QR95  | 2003年8月30日  | 海勒卡拉           | 近地小行星追踪                 |
| 小行星177150            | 2003 RR    | 2003年9月2日   | 索科罗             | 林肯近地小行星研究小组         |
| 小行星177151            | 2003 RU8   | 2003年9月2日   | 索科罗             | 林肯近地小行星研究小组         |
| 小行星177152            | 2003 RJ19  | 2003年9月15日  | 可可尼诺县         | 洛厄尔天文台近地小行星搜寻计划 |
| 小行星177153            | 2003 SW11  | 2003年9月16日  | 基特峰             | 太空监视                       |
| 小行星177154            | 2003 SH16  | 2003年9月17日  | 图森               | R. A. Tucker                   |
| 小行星177155            | 2003 SE23  | 2003年9月16日  | 基特峰             | 太空监视                       |
| 小行星177156            | 2003 SL31  | 2003年9月18日  | 基特峰             | 太空监视                       |
| 小行星177157Skoffelza   | 2003 SF33  | 2003年9月18日  | 马特劳山           | K. Sárneczky、B. Sipőcz        |
| 小行星177158            | 2003 SN39  | 2003年9月16日  | 帕洛马山           | 近地小行星追踪                 |
| 小行星177159            | 2003 SD47  | 2003年9月16日  | 可可尼诺县         | 洛厄尔天文台近地小行星搜寻计划 |
| 小行星177160            | 2003 SU83  | 2003年9月18日  | 帕洛马山           | 近地小行星追踪                 |
| 小行星177161            | 2003 SG84  | 2003年9月20日  | 海勒卡拉           | 近地小行星追踪                 |
| 小行星177162            | 2003 SC97  | 2003年9月19日  | 索科罗             | 林肯近地小行星研究小组         |
| 小行星177163            | 2003 SN110 | 2003年9月20日  | 帕洛马山           | 近地小行星追踪                 |
| 小行星177164            | 2003 ST125 | 2003年9月19日  | 索科罗             | 林肯近地小行星研究小组         |
| 小行星177165            | 2003 SD128 | 2003年9月20日  | 索科罗             | 林肯近地小行星研究小组         |
| 小行星177166            | 2003 SJ128 | 2003年9月20日  | 索科罗             | 林肯近地小行星研究小组         |
| 小行星177167            | 2003 SL131 | 2003年9月20日  | 索科罗             | 林肯近地小行星研究小组         |
| 小行星177168            | 2003 SX138 | 2003年9月20日  | 帕洛马山           | 近地小行星追踪                 |
| 小行星177169            | 2003 SC144 | 2003年9月21日  | 海勒卡拉           | 近地小行星追踪                 |
| 小行星177170            | 2003 SL145 | 2003年9月20日  | 帕洛马山           | 近地小行星追踪                 |
| 小行星177171            | 2003 SE146 | 2003年9月20日  | 海勒卡拉           | 近地小行星追踪                 |
| 小行星177172            | 2003 SK147 | 2003年9月20日  | 帕洛马山           | 近地小行星追踪                 |
| 小行星177173            | 2003 SP164 | 2003年9月20日  | 可可尼诺县         | 洛厄尔天文台近地小行星搜寻计划 |
| 小行星177174            | 2003 SM169 | 2003年9月23日  | 海勒卡拉           | 近地小行星追踪                 |
| 小行星177175            | 2003 SM170 | 2003年9月21日  | 于克勒             | T. Pauwels                     |
| 小行星177176            | 2003 SY174 | 2003年9月18日  | 基特峰             | 太空监视                       |
| 小行星177177            | 2003 SG204 | 2003年9月22日  | 索科罗             | 林肯近地小行星研究小组         |
| 小行星177178            | 2003 SD218 | 2003年9月27日  | 基特峰             | 太空监视                       |
| 小行星177179            | 2003 SF224 | 2003年9月25日  | 贝尔吉施格拉德巴赫 | 沃尔夫·比克尔                  |
| 小行星177180            | 2003 SQ245 | 2003年9月26日  | 索科罗             | 林肯近地小行星研究小组         |
| 小行星177181            | 2003 SE248 | 2003年9月26日  | 索科罗             | 林肯近地小行星研究小组         |
| 小行星177182            | 2003 SU249 | 2003年9月26日  | 索科罗             | 林肯近地小行星研究小组         |
| 小行星177183            | 2003 ST263 | 2003年9月28日  | 索科罗             | 林肯近地小行星研究小组         |
| 小行星177184            | 2003 SU290 | 2003年9月28日  | 基特峰             | 太空监视                       |
| 小行星177185            | 2003 TT8   | 2003年10月3日  | 基特峰             | 太空监视                       |
| 小行星177186            | 2003 TZ16  | 2003年10月14日 | 可可尼诺县         | 洛厄尔天文台近地小行星搜寻计划 |
| 小行星177187            | 2003 TQ18  | 2003年10月15日 | 可可尼诺县         | 洛厄尔天文台近地小行星搜寻计划 |
| 小行星177188            | 2003 UR1   | 2003年10月16日 | 基特峰             | 太空监视                       |
| 小行星177189            | 2003 UW4   | 2003年10月17日 | 索科罗             | 林肯近地小行星研究小组         |
| 小行星177190            | 2003 UA8   | 2003年10月19日 | 基特峰             | 太空监视                       |
| 小行星177191            | 2003 UD10  | 2003年10月20日 | Emerald Lane       | L. Ball                        |
| 小行星177192            | 2003 UC15  | 2003年10月16日 | 基特峰             | 太空监视                       |
| 小行星177193            | 2003 UO15  | 2003年10月16日 | 可可尼诺县         | 洛厄尔天文台近地小行星搜寻计划 |
| 小行星177194            | 2003 UZ16  | 2003年10月17日 | 伊德里亚           | Črni Vrh                       |
| 小行星177195            | 2003 UL29  | 2003年10月23日 | Kvistaberg         | 烏普薩拉－DLR小行星巡天        |
| 小行星177196            | 2003 UC38  | 2003年10月17日 | 基特峰             | 太空监视                       |
| 小行星177197            | 2003 UV38  | 2003年10月16日 | 于克勒             | T. Pauwels                     |
| 小行星177198            | 2003 UB49  | 2003年10月16日 | 可可尼诺县         | 洛厄尔天文台近地小行星搜寻计划 |
| 小行星177199            | 2003 UD54  | 2003年10月18日 | 帕洛马山           | 近地小行星追踪                 |
| 小行星177200            | 2003 UL86  | 2003年10月18日 | 帕洛马山           | 近地小行星追踪                 |